# Iniciador de la fermentación

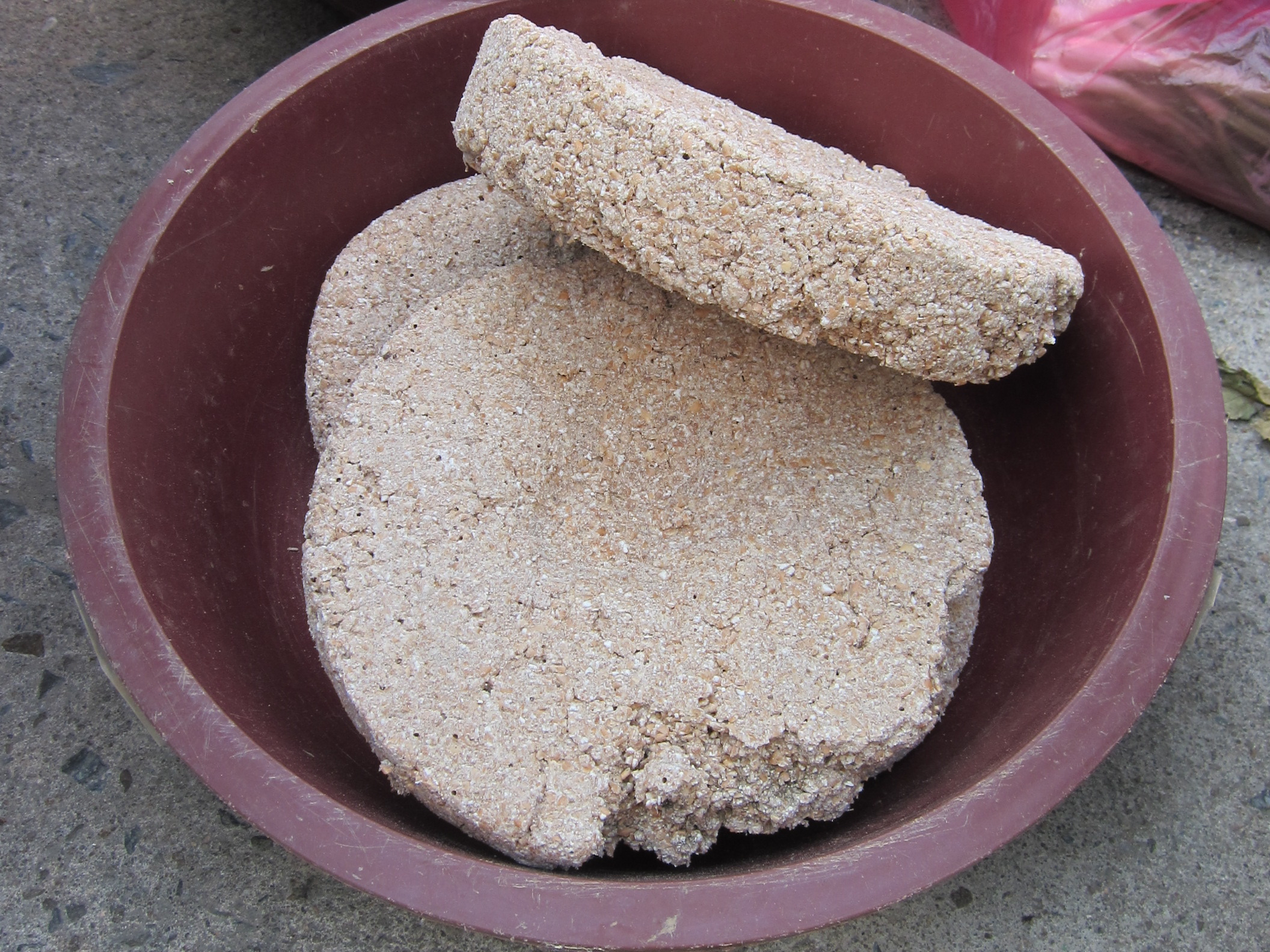
Nuruk, un iniciador de fermentación para bebidas alcohólicas en Corea

Un iniciador de la fermentación es un cultivo sólido, líquido o liofilizado de bacterias u hongos en un sustrato, el cual es útil para los procesos de fermentación de comidas y bebidas que existen en las diversas gastronomías del mundo. La levadura de panadero o los cultivos lácticos son posiblemente los iniciadores más reconocidos, aunque hay incontables más. Algunos alimentos que necesitan iniciadores para provocar su fermentación son el yogur, la cerveza o el chucrut. La fermentación es la forma más antigua de biotecnología alimentaria que el ser humano ha dominado, a pesar de que el descubrimiento de los microorganismos es relativamente reciente (1676).

## Características
Los microorganismos típicos usados para iniciar una fermentación son: Rhizopus, Aspergillus, Mucor, Amylomyces, Endomycopsis, Saccharomyces, Hansenula anomala, Lactobacillus, Acetobacter, etc. A menudo los iniciadores de la fermentación desencadenan un microbioma mixta, rara vez de un solo tipo. Debido al papel competitivo de los microorganismos, los iniciadores son apropiados para prevenir el crecimiento de microorganismos no-deseados y beneficiar a aquellos que proporcionan una buena fermentación.
Según la FAO, se pueden optimizar los cultivos y la seguridad alimentaria mediante técnicas de recombinación del ADN de los iniciadores. Un iniciador fuerte es capaz de reducir el tiempo de fermentación, minimizar las pérdidas de materia seca, evitar la contaminación de patógenos y micotoxinas, y minimizar el riesgo de que la microflora incidental cause mal sabor. Sin embargo, se sabe poco de la relación entre la formación de la microflora durante la fermentación y los matices de sabor del producto final. 
Los iniciadores de la fermentación se agregan a los alimentos en concentraciones superiores a un millón de UFC⁄g generalmente.

## Comercialización
Por lo general, los iniciadores se venden en forma de suspensiones o polvos liofilizados, o en formato de granos, semillas, o líquidos nutrientes que han sido bien colonizados por estos microorganismos utilizados en la fermentación.

## Iniciadores de la fermentación
Algunos iniciadores tradicionales de distintas culturas del mundo:
- Bakhar, ranu, marchaar (murcha) o virjan, en India
- Bubod, tapay, budbud, en Filipinas
- Levain, en Francia
- Kōji (麹), en Japón
- Mae dombae, en Camboya
- Meju (메주), nuruk (누룩) en Corea
- Opara (опара), en Rusia
- Qū o chu (曲, 麹), en China
- Ragi tapai en Indonesia y Malasia
- Tibicos, en México
- Zakvaska (закваска) en Rusia y Ucrania
- Zakwas en Polonia